# Phloeomana
Phloeomana is een geslacht van schimmels behorend tot de familie Porotheleaceae. 

## Kenmerken
Dit is geslacht werd in 2013 opgericht door S.A. Redhead. Eerder was het opgenomen in de Mycenaceae-familie, maar studies hebben aangetoond dat het er fylogenetisch ver van verwijderd is, terwijl het verwant is aan de soorten van de geslachten Atheniella en Hemimycena, die eerder werden overgebracht van de familie naar de Porothellaceae.
Soorten van het geslacht Phloeomana zijn witachtig of in verschillende tinten bruine paddenstoelen met kleine hoedjes, die zich voornamelijk ontwikkelen op de schors van planten in de gematigde klimaatzone. Ze produceren gladde, hyaliene basidiosporen, hyaliene hyfen, slecht of matig gedifferentieerde cheilocystidia. De steel is glad met verspreide caulocystidia.

## Soorten
Volgens Index Fungorum telt het geslacht zeven soorten (peildatum januari 2023):
| Soortnaam                                    | Auteur(s)                         | Publicatiejaar |
| -------------------------------------------- | --------------------------------- | -------------- |
| Phloeomana alba (Witte schorsmycena)         | (Bres.) Redhead                   | 2016           |
| Phloeomana atropapillata                     | (Kühner & Maire) Aronsen & Læssøe | 2022           |
| Phloeomana clavata (Stronkmycena)            | (Peck) Redhead                    | 2016           |
| Phloeomana hiemalis                          | (Osbeck) Redhead                  | 2016           |
| Phloeomana minutula                          | (Sacc.) Redhead                   | 2016           |
| Phloeomana neospeirea                        | (Singer) Gminder                  | 2016           |
| Phloeomana speirea (Kleine breedplaatmycena) | (Fr.) Redhead                     | 2013           |